# 광주시의 시내버스
광주시의 시내버스는 경기도 광주시에서 노선의 인허가를 담당하는 시내버스를 말한다. 광주시 관내의 시내버스 업체로는 관내 유일의 시내버스 업체인 KD운송그룹 계열로 경기고속, 대원고속 총 2개 업체가 있다. 또한, 직행좌석버스 1005-1번과 같이 면허와 차적만 광주시에 있는 노선도 존재한다.

## 버스 업체

### 시내버스
2021년 1월 기준이다. 아래 노선 및 등록 대수는 일부 여주시의 시내버스와 이천시의 시내버스도 포함되어 있다.
| 운행업체      | 보유 노선수 | 보유 노선수 | 보유 노선수 | 보유 노선수 | 보유 노선수 | 등록 대수 | 등록 대수 | 등록 대수 | 등록 대수 | 등록 대수 |
| ------------- | ----------- | ----------- | ----------- | ----------- | ----------- | --------- | --------- | --------- | --------- | --------- |
| 운행업체      | 노선 합계   | 광역급행    | 직행좌석    | 일반좌석    | 시내일반    | 대수 합계 | 광역급행  | 직행좌석  | 일반좌석  | 시내일반  |
| 경기고속 (KD) | 160         | 7           | 5           | -           | 148         | 500       | 113       | 58        | -         | 329       |
| 대원고속 (KD) | 198         | 6           | 19          | -           | 173         | 480       | 87        | 174       | -         | 219       |

### 다른 시, 군 운수업체
- 서울 : 남성버스
- 이천 : 이천시내버스
- 성남 : 대원버스, 성남시내버스, 광성교통 (마을버스)
- 용인 : 경남여객
- 양평 : 금강고속

## 요금 체계
| 종류                | 나이                    | 현금 (원) | 카드 (원) | 조조요금 (원) |
| ------------------- | ----------------------- | --------- | --------- | ------------- |
| 일반시내 (DRT)      | 어른 (만 19세 이상)     | 1,500     | 1,450     | 1,250         |
| 일반시내 (DRT)      | 청소년 (만 12세 ~ 18세) | 1,100     | 1,010     | 870           |
| 일반시내 (DRT)      | 어린이 (만 6세 ~ 11세)  | 800       | 730       | 630           |
| 일반좌석            | 어른 (만 19세 이상)     | 2,500     | 2,450     | 2,050         |
| 일반좌석            | 청소년 (만 12세 ~ 18세) | 1,900     | 1,820     | 1,520         |
| 일반좌석            | 어린이 (만 6세 ~ 11세)  | 1,700     | 1,640     | 1,370         |
| 직행좌석 (간선급행) | 어른 (만 19세 이상)     | 2,900     | 2,800     | 2,400         |
| 직행좌석 (간선급행) | 청소년 (만 12세 ~ 18세) | 2,000     | 1,960     | 1,680         |
| 직행좌석 (간선급행) | 어린이 (만 6세 ~ 11세)  | 2,000     | 1,960     | 1,680         |
| 경기순환            | 어른 (만 19세 이상)     | 3,100     | 3,050     | 2,600         |
| 경기순환            | 청소년 (만 12세 ~ 18세) | 2,200     | 2,140     | 1,820         |
| 경기순환            | 어린이 (만 6세 ~ 11세)  | 2,200     | 2,140     | 1,820         |
| 광역급행(M버스)     | 어른 (만 18세 이상)     | 2,900     | 2,800     | 2,300         |
| 광역급행(M버스)     | 청소년 (만 12세 ~ 17세) | 2,100     | 2,000     | 1,600         |
| 광역급행(M버스)     | 어린이 (만 6세 ~ 11세)  | 1,600     | 1,600     | 1,300         |

### 환승 할인
경기도의 다른 지역과 마찬가지로 수도권 통합요금제가 적용된다.

## 안내방송
광주시의 모든 시내버스는 이비 안내방송을 사용한다.

## 광주시 차적의 버스 노선
광주시 관할 버스 회사인 경기고속과 대원고속의 시내버스 사업장이 광범위하여 편의상 광주시 경유 노선과 광주시 미경유 노선을 분리하여 작성한다.

### 광주시 경유 노선

#### 도시형버스
| 노선 번호 | 운행업체          | 운행구간               | 운행구간 | 운행구간                 | 경유지 | 배차                      | 비고                                 |
| --------- | ----------------- | ---------------------- | -------- | ------------------------ | --- | ------------------------- | ------------------------------------ |
| 1         | 경기고속 대원고속 | 광주시청               | ↔        | 목동                     | 보건소, 축협, 경기광주역, 장지사거리 | 20~60분                   | 목동방면 첫차 보건소에서 출발        |
| 2         | 경기고속          | 광주시청               | ↔        | 현산마을                 | 탄벌동입구, 보건소, 축협, 경기광주역, 쌍령동, 도평리 | 평일:10~30분 주말:20~40분 |                                      |
| 2-1       | 경기고속          | 세광아파트             | ↔        | 양벌대주A                | 송정동, 보건소, 축협, 경기광주역, 양벌리 | 평일:10~30분 주말:20~60분 |                                      |
| 2-2       | 경기고속          | 보건소                 | ↔        | 선동초등학교             | 축협, 쌍령동, 초월읍사무소, 신일아파트, 용수리 | 11회                      |                                      |
| 2-3       | 대원고속          | 광주시청               | ↔        | 센트럴푸르지오           | 교육청, 광주터미널, 경기광주역, 쌍령동 | 평일:40~60분 주말:60~80분 |                                      |
| 2-5       | 대원고속          | 광주차고지             | ↔        | 경기광주역               | 교육청, 밀목, 보건소, 광주터미널, 우방아이유쉘아파트 | 40~50분                   |                                      |
| 2-7       | 대원고속          | 송정동(광주하남교육청) | ↔        | 쌍령동 (쌍령1통마을회관) | 밀목사거리.광주시청앞, 파라다이스아파트, 나산아파트, 보건소.공설운동장, 파발교.최영일산부인과, 제일정형외과, 경안동 행정복지센터                                                                                     | 80~90분                   |                                      |
| 3         | 경기고속          | 보건소                 | ↔        | 태전쌍용A                | 광주터미널, 경기광주역, 태전동 | 20~35분                   |                                      |
| 9         | 대원고속          | 사송동                 | ↔        | 남한산성                 | 야탑역, 모란역, 태평동, 산성역, 민속마을, 남한산성입구, 민속마을 | 8~15분                    |                                      |
| 9-1       | 대원고속          | 산성역                 | ↔        | 남한산성                 | | 10~15분                   | 주말만 운행                          |
| 13        | 경기고속          | 광주터미널             | ↔        | 강변역                   | 보건소, 밀목, 번천삼거리, 광지원리, 상산곡동, 신장시장, 상일초등학교, 명일역, 천호역 (← 광나루역) | 20~40분                   |                                      |
| 13-2      | 대원고속          | 퇴촌(관음리)           | ↔        | 강변역                   | 퇴촌농협, 도마삼거리, 번천삼거리, 광지원리, 상산곡동, 신장시장, 상일초등학교, 명일역, 천호역 (← 광나루역) | 25~60분                   |                                      |
| 15-1      | 경기고속          | 경기광주역             | ↔        | 남한산성                 | 해태그린아파트, 광주중, 보건소, 밀목, 번천삼거리, 광지원리, 오전리, 검복리 | 20~60분                   |                                      |
| 15-2      | 경기고속          | 경기광주역             | ↔        | 엄미리                   | 중앙고, 광주중, 보건소, 밀목, 번천삼거리, 광지원리 | 4~5회                     |                                      |
| 15-3      | 경기고속          | 경기광주역             | ↔        | 상번천3리                | 중앙고, 광주중, 보건소, 밀목, 상번천리 | 6회                       | 맞춤형버스                           |
| 15-5      | 경기고속          | 경기광주역             | ↔        | 광주도시관리공사         | 중앙고, 광주중, 보건소, 밀목, 번천초등학교, 하번천리 | 2회                       | 맞춤형버스                           |
| 17        | 경기고속          | 광주차고지             | ↔        | 금광동                   | 보건소, 광주터미널, 경기광주역, 우림아파트, 추자리, 신영프로방스아파트, 문형리, 신현리, 장안타운, 효자촌, 동국대한방병원, 수내역, 서현역, 이매역, 야탑역, 모란역, 수진역, 신흥역, 단대오거리역, 신구대학교           | 5~15분                    |                                      |
| 17-1      | 경기고속          | 광주차고지             | ↔        | 금광동                   | 보건소, 축협, 경기광주역, 양벌리, 우림아파트, 추자리, 신영프로방스아파트, 문형리, 신현리, 장안타운, 효자촌, 동국대한방병원, 수내역, 서현역, 이매역, 야탑역, 모란역, 수진역, 신흥역, 단대오거리역, 신구대학교         | 40~60분                   |                                      |
| 17-1A     | 경기고속          | 광주차고지             | ↔        | 금광동                   | 보건소, 축협, 경기광주역, 양벌리, 우림아파트, 추자리, 신영프로방스아파트, 봉골우림아파트, 신현리, 장안타운, 효자촌, 동국대한방병원, 수내역, 서현역, 이매역, 야탑역, 모란역, 수진역, 신흥역, 단대오거리역, 신구대학교 | 평일:8~10회 주말:6~7회    |                                      |
| 31-2      | 경기고속          | 경기광주역             | ↔        | 모란역                   | 축협, 보건소, 탄벌동, 회덕동, 목현동, 이배재터널, 상대원동, 하대원동, 중원구청 | 30~60분                   |                                      |
| 31-3      | 경기고속          | 광주터미널             | ↔        | 모란역                   | 파라다이스A, 보건소, 회덕동, 목현동, 이배재터널, 상대원동, 하대원동, 중원구청 | 5~20분                    |                                      |
| 32        | 대원고속          | 광주차고지             | ↔        | 잠실광역환승센터         | 보건소, 광주터미널, 역동, 경기광주역, 태전지구, 광남중고, 직동삼거리, 삼동, 갈현동, 모란역, 태평역, 가천대역, 동서울대학교, 복정역, 장지역, 문정역, 가락시장역, 송파역, 석촌역                                       | 20~40분                   |                                      |
| 32-1      | 대원고속          | 오포금호A              | ↔        | 태평역                   | 태전지구, 직동삼거리, 삼동, 삼동역, 갈현동, 모란역 | 20~30분                   |                                      |
| 33        | 대원고속          | 광주터미널             | ↔        | 태전동                   | 보건소, 광주경찰서, 태전지구 | 17회                      |                                      |
| 60        | 경기고속          | 광주차고지             | ↔        | 수원역                   | 나산아파트, 광주보건소, 역동사거리, 모현사거리, 오리역, 풍덕천사거리, 상현마을, 장안문 | 10~12                     |                                      |
| 119       | 경기고속          | 오산리                 | ↔        | 군자역                   | 능평리, 태재고개, 율동공원, 이매사거리, 이매역, 야탑역, 모란역, 복정역, 가락시장역, 잠실역, 잠실대교, 광진구청, 어린이대공원                                                                                         | 10~20                     |                                      |
| 320       | 경기고속          | 태전지구               | ↔        | 성남중앙시장             | 중대물빛공원, 삼동역, 갈마터널, 모란역, 태평역 | 25~50                     | 2024년 시내버스 공공관리제 대상 노선 |
| 520       | 대원고속          | 오리역                 | ↔        | 신현3리                  | 미금역, 정자역, 수내역, 서현1동주민센터, 율동공원, 분당요한성당, 신현현대모닝사이드, 청솔마을 | 8~10                      | 2024년 시내버스 공공관리제 대상 노선 |
| 521       | 대원고속          | 판교역                 | ↔        | 통정골                   | 서현역, 서현중학교, 율동공원, 분당요한성당, 태재고개, 오포e편한세상, 신현현대모닝사이드, 광명초등학교, 산하빌라 | 15~25                     |                                      |
| 522       | 대원고속          | 서현역                 | ↔        | 수레실                   | 율동공원, 분당요한성당, 태재고개, 신현현대모닝사이드, 광명초등학교, 용상골 | 50~60                     |                                      |
| 522-1     | 대원고속          | 수레실                 | ↔        | 강남300CC                | 용상골, 광명초등학교, 신현현대2차, 청솔마을 |                           |                                      |
| 522-2     | 대원고속          | 소을마을               | ↔        | 서현역                   | 신현4리 마을회관, e편한세상 후문, 태재고개, 율동공원, 서현중학교 | 35~45                     |                                      |
| 660       | 대원고속          | 광교차고지             | ↔        | 광주터미널               | 상현동, 수지구청, 단국대학교, 오포(능골), 태전지구, 경기광주역 | 45-60                     |                                      |

#### 공영버스
| 노선 번호 | 운행업체          | 운행구간   | 운행구간 | 운행구간                 | 운행구간 | 운행구간   | 경유지 | 배차                | 비고                                                                |
| --------- | ----------------- | ---------- | -------- | ------------------------ | -------- | ---------- | --- | ------------------- | ------------------------------------------------------------------- |
| 1-12      | 경기고속          | 삼동역     | ↔        | 태전효성아파트           | ↔        | 삼동역     | 직동, 목동 | 7회                 |                                                                     |
| 1-13      | 경기고속          | 경기광주역 | →        | 태전효성아파트           | →        | 삼동역     | 광주중 → 탄벌동 → 삼동역 → 직동 → 목동 → 태전효성아파트 → 목동 → 직동 | 1회                 |                                                                     |
| 1-20      | 경기고속          | 보건소     | ↔        | 직동                     | ↔        | 보건소     | 축협, 경기광주역, 광남중고, 성원아파트, 태전동 | 2회                 | 보건소 방면 막차 광주시청에서 주박                                  |
| 1-21      | 경기고속          | 광주시청   | ↔        | 직동                     | ↔        | 광주시청   | 보건소, 축협, 경기광주역, 태전동 | 평일:10회 주말:8회  |                                                                     |
| 1-22      | 경기고속          | 광주시청   | ↔        | 직동                     | ↔        | 광주시청   | 보건소, 축협, 경기광주역, (←광남중고 ← 성원아파트 ←), 태전동 | 1회                 | 직동 방면 광남중고 미경유                                           |
| 1-23      | 경기고속          | 보건소     | →        | 직동 팔당                | →        | 보건소     | 보건소 → 축협→ 경기광주역 → 태전동 → 직동 → 태전동 → 경기광주역 → 축협 → 보건소 → 광주시청 → 번천삼거리 → 도마삼거리 → 삼성리 → 이석리 → 팔당댐.배알미동 → 이석리 → 삼성리 → 도마삼거리 → 번천삼거리 → 광주시청 → 보건소 | 1회                 | 1-21번과 38-51번의 결합 형태                                        |
| 2-2       | 경기고속          | 보건소     | ↔        | 선동초등학교             | ↔        | 보건소     | 축협, 쌍령동, 초월읍사무소, 신일아파트, 용수리 | 11회                |                                                                     |
| 2-21      | 경기고속 대원고속 | 세광아파트 | →        | 대주아파트               | →        | 보건소     | 보건소 → 축협 → 경기광주역 → 양벌리 → 대주아파트 → 양벌리 → 경기광주역 → 축협 | 평일:8~9회 주말:5회 |                                                                     |
| 2-22      | 경기고속 대원고속 | 보건소     | →        | 대주아파트               | →        | 세광아파트 | 축협 → 경기광주역 → 양벌리 → 대주아파트 → 양벌리 → 경기광주역 → 축협 → 보건소 | 평일:8~9회 주말:5회 |                                                                     |
| 17-3      | 경기고속          | 광주시청   | ↔        | 봉골                     | ↔        | 광주시청   | 보건소, 축협, 경기광주역, 양벌리, 광남중고, 우림아파트, 오포읍행정복지센터, 오포초등학교 | 5회                 |                                                                     |
| 32-2      | 대원고속          | 보건소     | →        | 광남중                   | →        | 보건소     | 광주터미널 → 역동 → 경기광주역 → 태전지구 → 광남중고 → 광주경찰서 | 2회                 |                                                                     |
| 33-1      | 경기고속          | 고산금호A  | ↔        | 삼동역                   | ↔        | 고산금호A  | 태전지구, 중대물빛공원 | 21회                |                                                                     |
| 33-2      | 경기고속 대원고속 | 보건소     | ↔        | 삼동                     | ↔        | 보건소     | 축협, 경기광주역, 중대물빛공원, 삼동역 | 16회                |                                                                     |
| 33-21     | 경기고속          | 삼동역     | ↔        | 삼동                     | ↔        | 삼동역     | | 2회                 |                                                                     |
| 33-4      | 경기고속 대원고속 | 경기광주역 | ↔        | 경남.벽산A               | ↔        | 경기광주역 | 중앙고, 광주중, 탄벌중 | 6회                 |                                                                     |
| 33-5      | 경기고속          | 송정대주A  | ↔        | 초월대림A                | ↔        | 송정대주A  | 밀목, 보건소, 축협, 쌍령동, 초월읍행정복지센터 | 12회                |                                                                     |
| 33-7      | 경기고속          | 경기광주역 | ↔        | 대성아파트               | ↔        | 경기광주역 | 중앙고, 광주중, 탄벌중, 광주경찰서, 광남중고 | 3회                 |                                                                     |
| 34        | 경기고속 대원고속 | 보건소     | ↔        | 봉골                     | ↔        | 보건소     | 축협, 경기광주역, 우림아파트, 오포읍행정복지센터, 추자리, 신영프로방스아파트, 봉골우림아파트 | 9회                 |                                                                     |
| 34-1      | 경기고속 대원고속 | 보건소     | ↔        | 매산리 (광주공원)        | ↔        | 보건소     | 축협, 경기광주역, 양벌리, 매산리 | 8회                 |                                                                     |
| 34-12     | 경기고속 대원고속 | 보건소     | ↔        | 매산리 (광주공원)        | ↔        | 보건소     | 축협, 경기광주역, 광남중고, 우림아파트, 오포읍행정복지센터, 매산리 | 4회                 |                                                                     |
| 34-13     | 대원고속          | -          | →        | 매산리 (광주공원)        | →        | 보건소     | 매산리 → 양벌리 → 경기광주역 → 축협 | 1회                 |                                                                     |
| 34-16     | 경기고속 대원고속 | 보건소     | →        | 매산리 (광주공원)        | →        | 보건소     | 축협 → 경기광주역 → 양벌동 → 매산동 → 광주공원 → 매산동 → 광남중고 → 광주경찰서 | 1회                 |                                                                     |
| 34-2      | 경기고속          | 양우내안애 | ↔        | 오포1동행정복지센터      | ↔        | 양우내안애 | 문형동, 봉골우림아파트, 오포초등학교 | 30~40분             |                                                                     |
| 35        | 경기고속 대원고속 | 보건소     | ↔        | 현산마을                 | ↔        | 보건소     | 축협, 쌍령동, 도평리 | 6회                 |                                                                     |
| 35-1      | 경기고속 대원고속 | 보건소     | ↔        | 학동리                   | ↔        | 보건소     | 축협, 쌍령동, 초월읍행정복지센터, 초월역, 산이리, 선동초등학교, 학동3리, 학동2리 | 13~15회             | 첫차 하오개에서 출발                                                |
| 35-17     | 경기고속 대원고속 | 서하리     | ↔        | 초월역                   | ↔        | 서하리     | 세광아파트, 지월리, 지월금강아파트, 현산마을, 도평리, 초월고, 용수리 (← 쌍동리) | 7회                 |                                                                     |
| 35-2      | 경기고속 대원고속 | 보건소     | ↔        | 무갑리                   | ↔        | 보건소     | 축협, 쌍령동, 초월읍행정복지센터, 용수리, 선동초등학교, 신월리 | 15~16회             | 하루 1회 신월리 미경유                                              |
| 35-20     | 경기고속 대원고속 | 쌍동리     | →        | 현산마을                 | →        | -          | 용수리, 초월고, 도평리 | 1회                 |                                                                     |
| 35-21     | 경기고속 대원고속 | 경기광주역 | ↔        | 무갑리                   | ↔        | 경기광주역 | 축협, 보건소, 세광아파트, (← 서하리 ←) | 7~8회               |                                                                     |
| 35-25     | 경기고속 대원고속 | 서하리     | →        | 보건소 학동리            | →        | 보건소     | 하번천리 → 밀목 → 보건소 → 축협 → 쌍령동 → 초월읍행정복지센터 → 초월역 → 산이리 → 선동초등학교 → 학동3리 → 학동2리 → 학동리 → 학동2리 → 학동3리 → 선동초등학교 → 산이리 → 초월역 → 초월읍사무소 → 쌍령동 → 축협 | 1회                 | 35-5번과 35-1번의 결합 형태                                         |
| 35-26     | 경기고속 대원고속 | 축협       | →        | 서하리                   | →        | 무갑리     | 보건소 → 밀목 → 하번천리 → 서하리 | 1회                 | 35-5번과 35-22번의 결합 형태                                        |
| 35-27     | 경기고속 대원고속 | 축협       | →        | 무갑리                   | →        | -          | 보건소, 세광아파트, 서하리 | 1회                 |                                                                     |
| 35-3      | 경기고속 대원고속 | 축협       | ↔        | 금강아파트               | ↔        | 축협       | 보건소, 브라운스톤아파트, 지월리 | 19~20회             |                                                                     |
| 35-31     | 경기고속 대원고속 | 축협       | →        | 금강아파트 보건소        | →        | 무갑리     | 보건소 → 브라운스톤아파트 → 지월리 → 금강아파트 → 지월리 → 브라운스톤아파트 → 보건소 → 축협 → 쌍령동 → 초월읍행정복지센터 → 용수리 → 선동초등학교 → 신월리 → 무갑리 → 신월리 → 선동초등학교 → 용수리 → 초월읍사무소 → 쌍령동 → 축협 | 1회                 | 35-2번과 35-3번의 결합 형태                                         |
| 35-32     | 경기고속 대원고속 | 축협       | →        | 선동리                   | →        | 보건소     | 보건소 → 브라운스톤아파트 → 지월리 → 금강아파트 → 신월리 → 선동초등학교 → 용수리 → 초월읍행정복지센터 → 쌍령동 → 축협 | 4회                 |                                                                     |
| 35-33     | 경기고속 대원고속 | 축협       | →        | 지월리 보건소            | →        | 삼동       | 보건소 → 브라운스톤아파트 → 지월리 → 금강아파트 → 지월리 → 브라운스톤아파트 → 보건소 → 축협 → 경기광주역 → 중대물빛공원 → 삼동역 → 삼동 → 삼동역 → 중대물빛공원 → 경기광주역 → 축협 | 1회                 | 35-3번과 33-2번의 결합 형태                                         |
| 35-34     | 경기고속 대원고속 | 보건소     | →        | 삼동 축협                | →        | 서하리     | 축협 → 경기광주역 → 중대물빛공원 → 삼동역 → 삼동 → 삼동역 → 중대물빛공원 → 경기광주역 → 축협 → 보건소 → 밀목 → 하번천리 | 1회                 | 35-3번과 33-2번의 결합 형태                                         |
| 35-35     | 경기고속 대원고속 | 보건소     | →        | 신월리                   | →        | 축협       | 축협 → 쌍령동 → 초월읍행정복지센터 → 용수리 → 선장골 → 신월리 → 금강아파트 → 지월리 → 브라운스톤아파트 → 보건소 | 4회                 |                                                                     |
| 35-36     | 경기고속 대원고속 | 축협       | →        | 지월리                   | →        | 보건소     | 보건소 → 브라운스톤아파트 → 지월리 → 금강아파트 → 신월리 → 용수1리(전원마을) → 초월읍행정복지센터 → 쌍령동 → 축협 | 2회                 |                                                                     |
| 35-4      | 경기고속          | 보건소     | →        | 현산마을 팔당 (배알미동) | →        | 축협       | 쌍령동 → 도평리 → 현산마을 → 도평리 → 쌍령동 → 축협 → 보건소 → 광주시청 → 번천삼거리 → 도마삼거리 → 삼성리 → 이석리 → 팔당댐(배알미동) → 이석리 → 삼성리 → 도마삼거리 → 번천삼거리 → 광주시청 → 보건소 | 2회                 | 35번과 38-51번의 결합 형태                                          |
| 35-5      | 경기고속 대원고속 | 축협       | ↔        | 서하리                   | ↔        | 축협       | 보건소, 밀목, 하번천리 | 7회                 |                                                                     |
| 36-10     | 경기고속          | 건업리     | →        | 곤지암                   | →        | -          | 만선삼거리, 연곡리, 오향리, 곤지암읍행정복지센터, 곤지암역 | 2회                 |                                                                     |
| 36-13     | 경기고속          | 곤지암     | ↔        | 건업리                   | ↔        | 곤지암     | 곤지암역, 곤지암읍행정복지센터, 오향리, 연곡리, 만선삼거리 | 11회                |                                                                     |
| 36-13A    | 경기고속          | 곤지암     | →        | 상품농협                 | →        | -          | 곤지암역 → 곤지암읍행정복지센터 → 오향리 → 연곡리 → 만선삼거리 → 상품리 | 1회                 |                                                                     |
| 36-14     | 경기고속          | 곤지암     | ↔        | 만선리                   | ↔        | 곤지암     | 곤지암역, 곤지암읍행정복지센터, 오향리, 연곡리, 만선삼거리 | 5회                 |                                                                     |
| 36-5      | 경기고속          | 곤지암     | ↔        | 이선리                   | ↔        | 곤지암     | 곤지암역, 곤지암읍행정복지센터, 열미리, 오향리, 연곡리, 만선삼거리 | 4회                 |                                                                     |
| 36-51     | 경기고속          | 곤지암     | ↔        | 장심리                   | ↔        | 곤지암     | 곤지암역, 곤지암읍행정복지센터, 오향리, 연곡리, 만선삼거리, 동심리 | 7회                 |                                                                     |
| 36-51B    | 경기고속          | 장심리     | →        | 곤지암                   | →        | -          | 동심리 → 만선삼거리 → 연곡리 → 오향리 → 곤지암읍행정복지센터 → 곤지암역 | 1회                 |                                                                     |
| 36-52     | 경기고속          | 이선리     | →        | 곤지암                   | →        | -          | 만선삼거리 → 연곡리 → 오향리 → 열미리 → 곤지암읍행정복지센터 → 곤지암역 | 1회                 |                                                                     |
| 36-6      | 경기고속          | 곤지암     | ↔        | 중열미                   | ↔        | 곤지암     | 곤지암역, 곤지암읍행정복지센터 | 5회                 |                                                                     |
| 36-7      | 경기고속          | 곤지암     | →        | 봉현리                   | →        | 곤지암     | 은대미 → 하열미 → 오향리 → 부항2리 → 봉현리 → 신촌리 → 묵방리 | 4회                 |                                                                     |
| 36-72     | 경기고속          | 곤지암     | →        | 봉현리                   | →        | 곤지암     | 은대미 → 묵방리 → 신촌리 → 봉현리 → 부항2리 → 오향리 → 하열미 | 4회                 |                                                                     |
| 36-8      | 경기고속          | 곤지암     | ↔        | 삼합리                   | ↔        | 곤지암     | 은대미, 열미리, 오향리, 만선리, 유사리 | 12회                |                                                                     |
| 36-8B     | 경기고속          | 삼합리     | →        | 곤지암                   | →        | -          | 유사리 → 만선리 → 오향리 → 열미리 → 은대미 | 1회                 |                                                                     |
| 36-9      | 경기고속          | 곤지암     | ↔        | 유사리입구               | ↔        | 곤지암     | 곤지암역, 곤지암읍행정복지센터, 오향리, 연곡리, 만선삼거리 | 1회                 |                                                                     |
| 37-2      | 경기고속 대원고속 | 곤지암     | ↔        | 마장초등학교             | ↔        | 곤지암     | 진우삼거리, 도척초등학교, 방도리, 관리, 마장고, 오천리 | 6회                 |                                                                     |
| 37-21     | 경기고속 대원고속 | 곤지암     | ↔        | 마장면사무소             | ↔        | 곤지암     | 진우삼거리, 진우낚시터, 도척초등학교, 방도리, 방도2리, 관리, 마장고, 오천리 | 1회                 |                                                                     |
| 37-3      | 경기고속 대원고속 | 곤지암     | ↔        | 추곡리                   | ↔        | 곤지암     | (← 곤지암역 ←), 궁평리, 도웅리, 도궁초등학교, 상림리, 도척초등학교, 유정리 | 11회                | 곤지암 방면 첫차 37-3B번으로 운행 추곡리 방면 막차 37-3A번으로 운행 |
| 37-31     | 경기고속 대원고속 | 곤지암     | ↔        | 추곡리                   | ↔        | 곤지암     | (← 곤지암역 ←), 궁평리, 도웅리, 도궁초등학교, 시어골, 상림리, 도척초등학교, 유정리 | 2회                 |                                                                     |
| 37-32     | 경기고속 대원고속 | 곤지암     | ↔        | 추곡리                   | ↔        | 곤지암     | 진우리, 도척초등학교, 유정리 | 2회                 |                                                                     |
| 38        | 경기고속 대원고속 | 축협       | ↔        | 천진암                   | ↔        | 축협       | 보건소, 광주시청, 번천삼거리, 도마삼거리, 퇴촌농협, 도수리, 관음리, 우산리 | 8회                 |                                                                     |
| 38-1      | 경기고속 대원고속 | 축협       | →        | 천진암                   | →        | 퇴촌농협   | 보건소 → 광주시청 → 번천삼거리 → 도마삼거리 → 퇴촌농협 → 도수리 → 관음리 → 우산리 → 천진암 → 우산리 → 관음리 → 도수리 | 2회                 |                                                                     |
| 38-11     | 경기고속 대원고속 | 퇴촌농협   | →        | 천진암                   | →        | 퇴촌농협   | 도수리 → 관음리 → 우산리 → 천진암 → 우산리 → 관음리 → 도수리 | 1회                 |                                                                     |
| 38-12     | 경기고속 대원고속 | 퇴촌농협   | →        | 천진암                   | →        | 축협       | 도수리 → 관음리 → 우산리 → 천진암 → 우산리 → 관음리 → 도수리 → 퇴촌농협 → 도마삼거리 → 번천삼거리 → 광주시청 → 보건소 | 3회                 |                                                                     |
| 38-14     | 경기고속 대원고속 | 천진암     | →        | 서하리                   | →        | 축협       | 우산리 → 관음리 → 도수리 → 퇴촌농협 → 퇴촌면행정복지센터 → 정지리 → 원당리 → 서하리 → 세광아파트 → 브라운스톤아파트 → 보건소 | 1회                 |                                                                     |
| 38-19     | 경기고속 대원고속 | 경기광주역 | ↔        | 퇴촌농협                 | ↔        | 경기광주역 | 축협, 보건소, 광주시청, 번천삼거리, 도마삼거리 | 8회                 |                                                                     |
| 38-2      | 경기고속 대원고속 | 축협       | ↔        | 수청리                   | ↔        | 축협       | 보건소, 광주시청, 번천삼거리, 도마삼거리, 퇴촌농협, 오리, 금사리, 분원리, 귀여리, 검천리 | 4~5회               |                                                                     |
| 38-21     | 경기고속 대원고속 | 축협       | →        | 수청리                   | →        | 퇴촌농협   | 보건소 → 광주시청 → 번천삼거리 → 도마삼거리 → 퇴촌농협 → 오리 → 금사리 → 분원리 → 귀여리 → 검천리 → 수청리 → 검천리 → 귀여리 → 분원리 → 금사리 → 오리 | 1~2회               |                                                                     |
| 38-22     | 경기고속 대원고속 | 퇴촌농협   | →        | 수청리                   | →        | 축협       | 오리 → 금사리 → 분원리 → 귀여리 → 검천리 → 수청리 → 검천리 → 귀여리 → 분원리 → 금사리 → 오리 → 퇴촌농협 → 도마삼거리 → 번천삼거리 → 광주시청 → 보건소 | 1회                 |                                                                     |
| 38-23     | 경기고속 대원고속 | 퇴촌농협   | ↔        | 수청리                   | ↔        | 퇴촌농협   | 오리, 금사리, 분원리, 귀여리, 검천리 | 2회                 |                                                                     |
| 38-24     | 경기고속 대원고속 | 축협       | →        | 수청리 축협              | →        | 봉골       | 보건소 → 광주시청 → 번천삼거리 → 도마삼거리 → 퇴촌농협 → 오리 → 금사리 → 분원리 → 귀여리 → 검천리 → 수청리 → 검천리 → 귀여리 → 분원리 → 금사리→ 분원리 → 귀여리 → 검천리 → 수청리 → 검천리 → 귀여리 → 분원리 → 금사리 → 오리 → 퇴촌농협 → 도마삼거리 → 번천삼거리 → 광주시청 → 보건소 → 축협 → 경기광주역 → 광남중고 → 오포읍행정복지센터 → 오포초등학교 → 봉골우림아파트 → 봉골 → 봉골우림아파트 → 오포초등학교 → 오포읍행정복지센터 → 광남중고 → 경기광주역 → 축협 | 1회                 | 38-2번과 34번의 결합 형태                                           |
| 38-25     | 경기고속          | 축협       | ↔        | 양평터미널               | ↔        | 축협       | 보건소, 광주시청, 번천삼거리, 도마삼거리, 퇴촌농협, 오리, 금사리, 분원리, 귀여리, 검천리, 수청리, 운심리, 강하초등학교, 운심리, 전수리, 병산리, 강상우체국, 양평교, 양평시장 | 2회                 | 맞춤형버스 차량으로 운행                                            |
| 38-26     | 경기고속 대원고속 | 수청리     | ↔        | 퇴촌농협                 | ↔        | 수청리     | 검천리, 귀여리, 분원리, 금사리, 오리 | 1회                 |                                                                     |
| 38-27     | 경기고속          | 수청리     | ↔        | 양평터미널               | ↔        | 수청리     | 운심리, 강하초등학교, 운심리, 전수리, 병산리, 강상우체국, 양평교, 양평시장 | 2회                 | 양평 버스 4-5번과 노선 동일                                         |
| 38-40     | 경기고속          | 경기광주역 | →        | 정지리                   | →        | 수청리     | 역동 → 광주터미널 → 브라운스톤아파트 → 세광아파트 → 원당리 → 정지리 → 퇴촌면행정복지센터 → 퇴촌농협 → 오리 → 금사리 → 분원리 → 귀여리 → 검천리 | 1회                 | 맞춤형버스 차량으로 운행                                            |
| 38-41     | 경기고속          | 수청리     | →        | 정지리                   | →        | 경기광주역 | 검천리 → 귀여리 → 분원리 → 금사리 → 오리 → 퇴촌농협 → 퇴촌면행정복지센터 → 정지리 → 원당리 → 세광아파트 → 브라운스톤아파트 → 광주터미널 → 역동 | 2회                 |                                                                     |
| 38-41(A)  | 경기고속 대원고속 | 수청리     | →        | 정지리                   | →        | 경기광주역 | 수청2리 → 검천2리 → 귀여1리 → 남종면사무소 → 퇴촌보건소 → 퇴촌면행정복지센터 → 경안천습지생태공원 → 정지1리 → 정지2리 → 원당리나눔의집 → 무갑삼거리 → 세광아파트 → 브라운스톤아파트 → 광주고등학교입구 → 광주종합버스터미널 → 구.3번종점 → 광주중앙고등학교 | 1회                 |                                                                     |
| 38-42     | 경기고속          | 경기광주역 | ↔        | 퇴촌농협                 | ↔        | 경기광주역 | 역동, 광주터미널, 브라운스톤아파트, 세광아파트, 원당리, 정지리, 퇴촌면행정복지센터 | 9~10회              |                                                                     |
| 38-43     | 경기고속          | 경기광주역 | ↔        | 천진암                   | ↔        | 경기광주역 | 역동, 광주터미널, 브라운스톤아파트, 세광아파트, 원당리, 정지리, 퇴촌면행정복지센터, 퇴촌농협, 도수리, 관음리, 우산리 | 4회                 |                                                                     |
| 38-51     | 경기고속          | 축협       | ↔        | 팔당 (배알미동)          | ↔        | 축협       | 보건소, 광주시청, 번천삼거리, 도마삼거리, 삼성리, 이석리, 팔당댐입구 | 4회                 |                                                                     |
| 38-52     | 경기고속 대원고속 | 수청리     | ↔        | 하남BRT환승센터          | ↔        | 수청리     | 검천리, 귀여리, 분원리, 금사리, 퇴촌농협, 삼성리, 이석리, 팔당댐입구 | 5회                 |                                                                     |
| 38-53     | 경기고속          | 축협       | ↔        | 팔당 (배알미동)          | ↔        | 축협       | 보건소, 광주시청, 번천삼거리, 도마삼거리, (← 퇴촌농협 ←), 삼성리, 이석리, 팔당댐입구 | 1회                 |                                                                     |
| 38-8      | 경기고속          | 축협       | →        | 항금리                   | →        | 퇴촌농협   | 보건소 → 광주시청 → 번천삼거리 → 도마삼거리 → 퇴촌농협 → 도수리 → 관음리 → 탑선리 → 영동리 → 왕창리 → 운심리 → 강하초등학교 → 운심리 → 왕창리 → 동오리 → 항금리 → 동오리 → 왕창리 → 영동리 → 탑선리 → 관음리 → 도수리 | 2회                 |                                                                     |
| 38-81     | 경기고속          | 퇴촌농협   | →        | 항금리                   | →        | 축협       | 도수리 → 관음리 → 탑선리 → 영동리 → 왕창리 → 운심리 → 강하초등학교 → 운심리 → 왕창리 → 동오리 → 항금리 → 동오리 → 왕창리 → 영동리 → 탑선리 → 관음리 → 도수리 → 퇴촌농협 → 도마삼거리 → 번천삼거리 → 광주시청 → 보건소 | 2회                 |                                                                     |
| 38-82     | 경기고속          | 퇴촌농협   | ↔        | 항금리                   | ↔        | 퇴촌농협   | 도수리, 관음리, 탑선리, 영동리, 왕창리, 운심리, (→ 강하초등학교 → 운심리 →), 왕창리, 동오리 | 1회                 |                                                                     |
| 38-83     | 경기고속          | 축협       | ↔        | 영동리                   | ↔        | 축협       | 보건소, 광주시청, 번천삼거리, 도마삼거리, 퇴촌농협, 도수리, 관음리, 탑선리 | 3회                 |                                                                     |
| 38-84     | 경기고속          | 축협       | ↔        | 성덕리                   | ↔        | 축협       | 보건소, 광주시청, 번천삼거리, 도마삼거리, 퇴촌농협, 관음리, 탑선리, 영동리, 왕창리, 운심리, 왕창리, 전수리 | 1회                 |                                                                     |
| 38-85     | 경기고속          | 퇴촌농협   | →        | 영동리                   | →        | 축협       | 도수리 → 관음리 → 탑선리 → 영동리 → 탑선리 → 관음리 → 도수리 → 퇴촌농협 → 도마삼거리 → 번천삼거리 → 광주시청 → 보건소 → 광주터미널 | 1회                 |                                                                     |
| 39-1      | 경기고속          | 동원대학교 | ↔        | 곤지암읍사무소           | ↔        | 동원대학교 | 신촌리, 수양리, 묵방리, 곤지암, 곤지암역 | 10회                |                                                                     |
| 39-2      | 경기고속          | 곤지암     | ↔        | 곤지암역                 | ↔        | 곤지암     | 곤지암농협, 신대리입구, 대석동마을 | 6회                 |                                                                     |
| 39-4      | 경기고속          | 곤지암     | ↔        | 방도2리                  | ↔        | 곤지암     | 진우삼거리 → 도척초등학교 → 유정2리입구 → 방도1리 → 방도2리 → 방도1리 → 유정리 → 방도1리 → 도척초등학교 → 진우삼거리 → 곤지암 → 곤지암역 | 7회                 |                                                                     |
| 39-5      | 경기고속          | 곤지암     | ↔        | 방도2리                  | ↔        | 곤지암     | 곤지암역, 진우3리, 도척, 유정리→ 방도1리→ 방도2리진우낚시터 → 진우삼거리 → 도척초등학교 → 방도1리 → 유정리 → 방도1리 → 방도1리 → 방도2리 → 방도1리 → 유정2리 → 도척초등학교 → 진우삼거리 → 진우낚시터 → 곤지암 → 곤지암역 | 4회                 |                                                                     |
| 39-6      | 경기고속          | 곤지암     | ↔        | 도척초등학교             | ↔        | 곤지암     | 진우삼거리 | 3회                 |                                                                     |
| 39-7      | 경기고속          | 곤지암     | ↔        | 도척초등학교             | ↔        | 곤지암     | 진우낚시터, 진우삼거리 | 3회                 |                                                                     |
| 39-8      | 경기고속          | 곤지암     | →        | 도척초등학교             | →        | 곤지암     | 궁평리 → 도웅리 → 도궁초등학교 → 상림리 → 도척초등학교 → 진우삼거리 | 4회                 |                                                                     |
| 39-9      | 경기고속          | 곤지암     | →        | 도척초등학교             | →        | 곤지암     | 궁평리 → 도궁초등학교 → 상림리 → 도척면사무소 → 진우삼거리 | 1회                 |                                                                     |
| 39-10     | 경기고속          | 곤지암     | →        | 도척초등학교             | →        | 곤지암     | 진우삼거리 → 도척면행정복지센터 → 상림리 → 도궁초등학교 → 궁평리 | 1회                 |                                                                     |
| 39-10     | 경기고속          | 곤지암     | ↔        | 시어골                   | ↔        | 곤지암     | 궁평리, 도궁초등학교, 도웅리, 도궁초등학교, 상림리 | 2회                 |                                                                     |
| 100       | 대원고속          | 터미널     | ↔        | 중앙로                   | ↔        | 시청       | 역동사거리, 경기광주역, 광주중앙고등학교, 광주시축협 ,경안동행정복지센터, 파라다이스아파트, 광주하남교육청, 밀목사거리 | 38~80회             |                                                                     |
| 945       | 경기고속          | 곤지암     | ↔        | 양평터미널               | ↔        | 곤지암     | 곤지암역, 곤지암읍행정복지센터, 오향리, 연곡리, 만선삼거리, 삼합리, 송현리, 상품삼거리, 명품리, 백자리, 대석리, 세월초등학교, 화양리, 강상면사무소, 양평시장 | 3회                 | 구 36-1번                                                           |
| 946       | 경기고속          | 곤지암     | ↔        | 양평터미널               | ↔        | 곤지암     | 곤지암역, 곤지암읍행정복지센터, 오향리, 연곡리, 만선삼거리, 건업리, 상품삼거리, 명품리, 백자리, 대석리, 세월초등학교, 화양리, 강상면사무소, 양평시장 | 4회                 | 구 36-12번                                                          |
| 947A      | 경기고속          | 곤지암     | →        | 상품농협                 | →        | -          | 곤지암역 → 곤지암읍행정복지센터 → 오향리 → 연곡리 → 만선삼거리 → 삼합리 → 주록리 → 송현리 → 상품삼거리 | 1회                 | 구 36-4번                                                           |
| 947B      | 경기고속          | -          | →        | 상품농협                 | →        | 곤지암     | 상품삼거리 → 송현리 → 주록리 → 삼합리 → 만선삼거리 → 연곡리 → 오향리 → 곤지암읍행정복지센터 → 곤지암역 | 1회                 | 구 36-4번                                                           |
| 948A      | 경기고속          | 곤지암     | →        | 양평터미널               | →        | 상품삼거리 | 곤지암역 → 곤지암읍행정복지센터 → 오향리 → 연곡리 → 만선삼거리 → 건업리 → 상품삼거리 → 명품리 → 백자리 → 대석리 → 세월초등학교 → 화양리 → 강상면사무소 → 양평시장 → 양평터미널 → 양평시장 → 강상면사무소 → 화양리 → 세월초등학교 → 대석리 → 백자리 → 명품리 | 1회                 |                                                                     |
| 948B      | 경기고속          | 상품삼거리 | →        | 양평터미널               | →        | 곤지암     | 명품리 → 백자리 → 대석리 → 세월초등학교 → 화양리 → 강상면사무소 → 양평시장 → 양평터미널 → 양평시장 → 강상면사무소 → 화양리 → 세월초등학교 → 대석리 → 백자리 → 명품리 → 상품삼거리 → 건업리 → 만선삼거리 → 연곡리 → 오향리 → 곤지암읍행정복지센터 → 곤지암역 | 1회                 |                                                                     |
| 949       | 경기고속          | 상품삼거리 | →        | 양평터미널               | →        | -          | 명품리 → 백자리 → 대석리 → 세월초등학교 → 화양리 → 강상면사무소 → 양평시장 | 1회                 |                                                                     |

#### 마을버스
| 노선 번호 | 운행업체         | 운행구간                      | 운행구간 | 운행구간                    | 경유지 | 배차    | 비고 |
| --------- | ---------------- | ----------------------------- | -------- | --------------------------- | --- | ------- | ---- |
| 광주1     | 광주도시관리공사 | 양벌리                        | ↔        | 광주터미널                  | 양촌현대아파트, 매곡초교, 롯데칠성아파트, 양벌초교, 쌍용1차아파트, 양벌3리마을회관, 장지사거리, 경안중학교, ICT폴리텍대학, 경기광주역, 광주중앙고교, 역4통마을회관, 경안시장            | 20~24   |      |
| 광주2     | 광주도시관리공사 | 장지동(광주시차량등록사업소)  | ↔        | 회덕동(회덕동전원마을)      | 경안중학교, 경기광주역, 광주중앙고등학교, 역4통마을회관, 서울장신대학교, 광주보건소, 광주공설운동장, 송정초교, 광주시청, 회덕벽산아파트, 제청교, 새마을4교, 보현사입구, 현대빌리지      | 30~60   |      |
| 광주3     | 광주도시관리공사 | 장지동(광주시차량등록사업소)  | ↔        | 회덕동(회덕동전원마을)      | 경안중학교, 경기광주역, 광주중앙고등학교, 역4통마을회관, 서울장신대학교, 광주보건소, 광주공설운동장, 송정초교, 광주시청, 회덕벽산아파트, 제청교, 새마을4교, 보현사입구, 현대빌리지      | 30~60   |      |
| 광주5     | 광주도시관리공사 | 쌍동리(쌍동리마을회관)        | ↔        | 대쌍령리(진새골종점)        | 초월보건지소, 도곡초교, 롯데아파트, 초월역, 초월읍행정복지센터 → 우림아파트입구 → 초월고교 → 선린마을 → 대쌍령2리마을회관 → WE마트 → 진새골종점(회차) → 초월읍행정복지센터 →(이후 역순) | 30~50   |      |
| 광주6     | 광주도시관리공사 | 삼동역                        | ↔        | 삼동(우남아파트)            | 삼동입구, 삼동마을, 삼동종점, 삼동마을, 삼동입구, 삼동역, 삼동, 삼동우남아파트, 포레힐스, 우남아파트, 삼동우남아파트 - 삼동, 삼동역 - (이후 반복)                                       | 20~45   |      |
| 광주7     | 광주도시관리공사 | 장지동(광주시차량등록사업소)  | ↔        | 삼동역                      | 광남중학교, 광남2동행정복지센터, 태봉.경기약국, 중대물빛공원 | 25~45   |      |
| 광주8     | 광주도시관리공사 | 신현리(오포배드민턴장)        | ↔        | 신현리(태재e편한세상아파트) | 강남CC입구, 신현3리, 현대모닝사이드2차아파트, 신현중학교 | 30~60   |      |
| 광주9     | 광주도시관리공사 | 삼리(곤지암생활체육공원)      | ↔        | 도척면 도웅리(화담숲)       | 대성빌라앞, 신대리입구, 곤지암역, 곤지암농협, 궁평리, 도웅리 | 40~60   |      |
| 광주10    | 광주도시관리공사 | 삼리(곤지암생활체육공원)      | ↔        | 쌍동리(e편한세상아파트)     | 삼리.킴스빌리지.현진에버빌아파트, 벽산.대주아파트.나이키, 초월역, 쌍동2리, 동광아파트입구                                                                                               | 20~30   |      |
| 광주11    | 광주도시관리공사 | 장지동 (광주시차량등록사업소) | ↔        | 탄벌동(행복한어린이집)      | 경기광주역, 경안장례식장, 광주경찰서.경남.벽산아파트, 탄벌중학교, 광주시노인종합복지관, 탄벌동행정복지센터                                                                              | 80~100  |      |
| 광주12    | 광주도시관리공사 | 장지동 (광주시차량등록사업소) | ↔        | 우산리(천진암성지)          | 경안중학교, 경기광주역, 경안동공영주차장, 광주시청, 광주IC, 퇴촌사거리, 도수삼거리, 관음리, 우산리                                                                                      | 140~180 |      |
| 광주13    | 광주도시관리공사 | 장지동 (광주시차량등록사업소) |          | 도수리(도수삼거리)          | 경안중학교, 경기광주역, 경안동공영주차장, 광주시청, 광주IC, 퇴촌사거리, 도수교, 도수삼거리 -> 도수마을회관 -> 도수초교 ->(이후 역순)                                                    | 45~80   |      |

#### 직행좌석버스
| 노선 번호       | 운행업체     | 운행구간          | 운행구간 | 운행구간 | 경유지 | 배차 간격 (분) | 비고                                      |
| --------------- | ------------ | ----------------- | -------- | -------- | --- | -------------- | ----------------------------------------- |
| 500-1 직행좌석  | 대원고속     | 동원대학          | ↔        | 잠실역   | 곤지암, 초월역, 쌍령동, 장지동(광주시), 삼동역, 모란역, 가천대역, 복정역, 장지역, 가락시장역                                     | 8~10           | 대광위 준공영제 노선                      |
| 500-2 직행좌석  | 경기고속     | 동원대학          | ↔        | 코엑스   | 곤지암, 초월역, 쌍령동, 장지동(광주시), 삼동역, 모란역, 가천대역, 복정역, 세곡동, 수서역, 학여울역, 삼성역                       | 10~20          |                                           |
| 1113 직행좌석   | 대원고속     | 에버랜드          | ↔        | 강변역   | 포곡읍, 외대사거리, 양벌리, 광주터미널, 광주시청, 상번천리, 중부고속도로, 상일초교, 강동역, 천호역, 천호대교, 광나루역           | 15~20          |                                           |
| 1113-1 직행좌석 | 대원고속     | 동원대학교        | ↔        | 강변역   | 곤지암, 곤지암터미널, 초월읍, 쌍령동, 광주터미널, 광주시청, 상번천리, 중부고속도로, 상일초교, 강동역, 천호역, 천호대교, 광나루역 | 4~7            | 출,퇴근 시간대 급행버스 운행 2층버스 운행 |
| 1113-2 직행좌석 | 대원고속     | 광주터미널        | ↔        | 강변역   | 광주시청, 상번천리, 중부고속도로, 상일초교, 강동역, 천호역, 천호대교, 광나루역                                                   | 15~25          | 대광위 준공영제 노선                      |
| 3201 직행좌석   | 경기고속     | 광주터미널        | ↔        | 서울역   | 경기광주역, 양벌2리, 양벌1리, 대주2차아파트, 광남중학교, 태전아이파크, 양재역, 순천향대학병원, 을지로입구역                      | 25~45          | 2020년 3월 13일 신설 대광위 준공영제 노선 |
| G3202 직행좌석  | 경기고속     | 광주터미널        | ↔        | 코엑스   | 경기광주역, 양벌2리, 양벌1리, 대주2차아파트, 광남중학교, 태전아이파크, 한티역, 선릉역, 포스코사거리                              | 20~30          | 2020년 3월 13일 신설 대광위 준공영제 노선 |
| 3302 직행좌석   | 이천시내버스 | 오포읍 (고산지구) | ↔        | 잠실역   | 태전힐스테이트6지구, 힐스테이트7.9단지, 태전파크자이, 쌍용아파트, 모란역, 장지역, 문정역, 가락시장역, 송파역, 석촌역, 석촌호수   | 15~45          | 대광위 준공영제 노선                      |
| 3800 직행좌석   | 대원고속     | 관음리            | ↔        | 양재역   | 퇴촌, 무갑삼거리, 송정동, 광주종합터미널, E편한세상광주역, 성남이천로, 분당내곡도시고속화도로                                    | 20~40          | 2020년 10월 6일 신설 대광위 준공영제 노선 |

### 타 지역 운행 버스
광주시를 경유하지 않는 광주시 면허 버스의 목록이다.

#### 도시형버스
| 노선 번호 | 운행업체 | 운행구간       | 운행구간 | 운행구간      | 경유지 | 배차 간격 (분) | 비고 |
| --------- | -------- | -------------- | -------- | ------------- | --- | -------------- | ---- |
| 16        | 대원고속 | 하남공영차고지 | ↔        | 일원역        | 상산곡동, 풍산초교, 주몽재활원, 명일역, 천호역, 잠실역, 가락시장역, 수서역                                                                     | 4~6            |      |
| 30        | 경기고속 | 대성리역       | ↔        | 청량리역      | 마석역, 평내호평역, 남양주시청, 도농역, 구리역, 상봉역, 회기역                                                                                 | 15             |      |
| 65        | 대원고속 | 광교차고지     | ↔        | 안양역        | 흥덕지구, 아주대입구, 성빈센트병원, 팔달문, 장안문, 만석공원, 동원고교, 고천동, 안양유통단지, 명학역                                           | 5~8            |      |
| 116-1     | 경기고속 | 정자역         | ↔        | 오산시 갈곶동 | 미금역, 하얀마을, 오리역, 보정역, 구성역, 신갈초교, 신갈오거리, 메타폴리스, 제일교회                                                           | 15~25          |      |
| 700-2     | 경기고속 | 오리역         | ↔        | 수원대학교    | 미금역, 풍덕천동, 경기대후문, 창룡문, 화성행궁, 장안문, 수원역, 오목천동, 기안동                                                               | 5~10           |      |
| 720-1     | 경기고속 | 영통차고지     | ↔        | 서현역        | 망포역, 삼성반도체, 영통역, 청명역, 아주대학교, 우만동4단지, 경기대학교, 수지구청역, 동천동, 미금역                                            | 5~15           |      |
| 720-2     | 경기고속 | 경기고속차고지 | ↔        | 백현마을      | 융건릉, 수원대학교, 수원산업단지. 권선구청, 탑동, 수원역, 성빈센트병원, 아주대학교, 수원월드컵경기장, 성복역, 수지구청, 오리역, 미금역, 서현역 | 5~10           |      |

#### 직행좌석버스
| 노선 번호     | 운행업체 | 운행구간            | 운행구간 | 운행구간       | 경유지 | 배차 간격 (분) | 비고                                               |
| ------------- | -------- | ------------------- | -------- | -------------- | --- | -------------- | -------------------------------------------------- |
| 3200 공항좌석 | 대원고속 | 성사고등학교        | ↔        | 인천국제공항   | 원당역, 어울림누리, 달빛마을, 화정역, 행신동, 능곡역, 서정마을, 인천국제공항고속도로                                                           | 25~35          | 환승할인 미적용                                    |
| 5000 직행좌석 | 대원고속 | 문산터미널          | ↔        | 부천터미널     | 문산역, 월롱역, 금촌, 운정사거리, 이마트 탄현점, 일산시장, 일산경찰서, 마두역, 백석역, 계산역, 경인교육대학교, 작전역                          | 40~60          | 2023년 3월 27일 직행좌석버스로 형간전환            |
| 6801 직행좌석 | 대원고속 | 성남터미널 (야탑역) | ↔        | 평택지제역     | 판교역, 스타필드안성, 평택대학교, 배다리생태공원, 우미린센트럴파크, 서재자이아파트, 센트럴자이1단지                                            | 40~70          | 2022년 9월 1일 신설                                |
| 8200 직행좌석 | 대원고속 | 수원터미널          | ↔        | 안성터미널     | 아주대학교, 영통입구시외버스정류장, 청현마을, 풍림아파트, 공도터미널, 대림동산, 중앙대학교안성캠퍼스, 한경대학교, 시민회관                     | 30~60          |                                                    |
| 8201 직행좌석 | 대원고속 | 성남터미널 (야탑역) | ↔        | 안성터미널     | 판교역, 풍림아파트, 공도터미널, 대림동산, 중앙대학교안성캠퍼스, 한경대학교, 시민회관                                                           | 30~60          |                                                    |
| 8301 직행좌석 | 경기고속 | 성남터미널 (야탑역) | ↔        | 송탄터미널     | 판교역, 운암주공5단지, 오산역 | 40~250         | 2023년 4월 1일 직행좌석버스로 형간전환 구, R8416번 |
| 9600 직행좌석 | 대원고속 | 동국대학교 불교병원 | ↔        | 양재시민의숲역 | 원당역, 고양시청, 화정역, 능곡중학교, 자유로, 강변북로, 올림픽대로, 신사역, 논현역, 신논현역, 강남역, 양재역                                   | 15~20          |                                                    |
| 9700 직행좌석 | 대원고속 | 킨텍스              | ↔        | 양재시민의숲역 | 대화역, 주엽역, 마두역, 정발산역, 백석역, 행신동, 인천국제공항고속도로, 자유로, 강변북로, 올림픽대로, 신사역, 논현역, 신논현역, 강남역, 양재역 | 15~20          | 명성운수와 공동 배차 운행                          |

#### 광역급행버스
| 노선 번호 | 운행업체 | 운행구간                  | 운행구간 | 운행구간         | 경유지                                                                                        | 배차 간격 (분) | 비고         |
| --------- | -------- | ------------------------- | -------- | ---------------- | --------------------------------------------------------------------------------------------- | -------------- | ------------ |
| M5342     | 대원고속 | 수원 (수원종합버스터미널) | ↔        | 잠실광역환승센터 | 수원선일초등학교, 영통아이파크.영통래미안, 망포역, 영통역, 황골벽산아파트, 장지역, 가락시장역 | 20~40          |              |
| M5438     | 대원고속 | 평택 (평택지제역)         | ↔        | 강남역           | 광동제약, 평택고용센터, 송탄출장소, 미주아파트, 동부아파트, 신논현역, 양재역, 뱅뱅사거리      | 20~60          | 2층버스 운행 |
| M7412     | 대원고속 | 고양 (중산동)             | ↔        | 강남역           | 해태쇼핑, 정발산역, 일산경찰서, 마두역, 백석역, 신사역, 논현역, 신논현역                      | 8~14           |              |

## 타 지역 차적의 운행 노선

### 서울특별시의 시내버스
| 운행 노선       | 운행업체 | 운행구간            | 운행구간 | 운행구간 | 경유지                                 | 배차 간격 (분) | 비고                         |
| --------------- | -------- | ------------------- | -------- | -------- | -------------------------------------- | -------------- | ---------------------------- |
| 서울06 서울광역 | 남성버스 | 능평동 (오포베르빌) | →        | 강남역   | 오포롯데캐슬, 용상골현대아파트, 양재역 | 15 (3회)       | 서울특별시 면허 서울동행버스 |

### 이천시의 시내버스
| 노선 번호 | 운행업체     | 운행구간     | 운행구간 | 운행구간   | 경유지 | 배차    | 비고                                                 |
| --------- | ------------ | ------------ | -------- | ---------- | --- | ------- | ---------------------------------------------------- |
| 21-1      | 이천시내버스 | 이천역       | ↔        | 동원대학교 | 이천터미널, 관고동, 이천고, 송정동, 도암리, 지석리, 신둔역                                                          | 8회     | 이천시 면허                                          |
| 21-2      | 이천시내버스 | 이천역       | ↔        | 동원대학교 | 이천터미널, 관고동, 이천고, 송정동, 도암리, 수하리, 지석리, 신둔역                                                  | 4회     | 이천시 면허                                          |
| 114       | 이천시내버스 | 장호원터미널 | ↔        | 광주터미널 | 이황리, 태평리, 하이닉스, 부발역, 신하리, 이천터미널, 관고동(광주 방면), 사음동, 수광리, 동원대학교, 곤지암, 초월역 | 15~30분 | 이천시 면허 2024년 2차 시내버스 공공관리제 대상 노선 |

### 성남시의 시내버스
| 노선 번호     | 운행업체     | 운행구간     | 운행구간 | 운행구간                           | 경유지 | 배차 간격 (분) | 비고        |
| ------------- | ------------ | ------------ | -------- | ---------------------------------- | --- | -------------- | ----------- |
| 3-1           | 대원버스     | 사기막골     | ↔        | 광주차고지 (광주 · 하남교육지원청) | 산성아파트, 궁전아파트, 고려당사거리, 신구대학, 모란역, 파발교, 나산아파트, 밀목사거리                                                | 6~7            | 성남시 면허 |
| 3-3 마을      | 광성교통     | 삼정그린뷰   | ↔        | 파발교                             | 태평역, 모란역, 중원구청, 대원터널사거리, 이배재터널, 광주시                                                                          | 10             | 마을버스    |
| 109-1 마을    | 진아교통     | 태재고개     | ↔        | 정자역                             | 정자역, 정자2동 행정복지센터, 동국대한방병원.수내고교, 한성빌라, 대진고앞, 요한성당, 태재고개                                         | 15             | 마을버스    |
| 52            | 성남시내버스 | 사기막골     | ↔        | 남한산성                           | 모란역, 수진역, 신흥역, 웃논골 | 20~25          | 성남시 면허 |
| 300           | 대원버스     | 오리역       | ↔        | 곤지암읍사무소                     | 하얀마을, 미금역, 정자역, 수내역, 서현역, 야탑역, 도촌동사거리, 광주경찰서, 역동사거리, 초월역, 곤지암역                              | 8~10           | 성남시 면허 |
| 3100 직행좌석 | 대원버스     | 기업성장센터 | ↔        | 고산리 (오포우림아파트)            | 기업지원허브, 판교제2테크노밸리, 판교역, 봇들마을, 송현초교, 삼환아파트, 야탑역, 성남시청, 태전아이파크, 태전힐스테이트, 금호베스트빌 | 45~50          | 성남시 면허 |

### 용인시의 시내버스
| 노선 번호 | 운행업체 | 운행구간     | 운행구간 | 운행구간 | 경유지                                                               | 배차    | 비고                       |
| --------- | -------- | ------------ | -------- | -------- | -------------------------------------------------------------------- | ------- | -------------------------- |
| 14-3      | 경남여객 | 모현면사무소 | ↔        | 오산리   | 매산리, 문형리, 동림리, 능원리                                       | 7회     | 용인시 면허                |
| 20        | 경남여객 | 용인터미널   | ↔        | 광주축협 | 유림동, 포곡, 모현, 양벌리, 장지사거리                               | 11~17분 | 용인시 면허                |
| 95-1      | 경남여객 | 용인터미널   | ↔        | 곤지암   | 용인정보고, 고림동, 예원코아루, 대대리, 추곡리, 도척, 상림리, 궁평리 | 1회     | 용인시 면허 17:30 (곤지암) |

### 양평군의 농어촌버스
| 노선 번호 | 운행업체 | 운행구간           | 운행구간 | 운행구간 | 경유지                             | 배차 | 비고        |
| --------- | -------- | ------------------ | -------- | -------- | ---------------------------------- | ---- | ----------- |
| 4-5       | 금강고속 | 양평시외버스터미널 | ↔        | 수청리   | 강상우체국, 병산리, 전수리, 운심리 | 2회  | 양평군 면허 |

## 사진

광주시내버스 15번
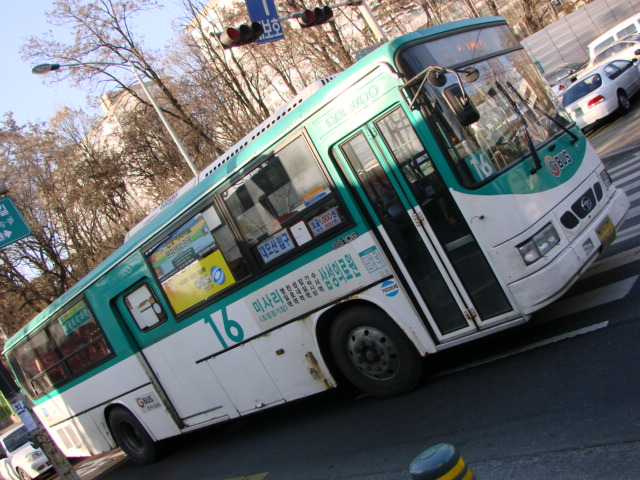
광주시내버스 16번
광주시내버스 17-1번
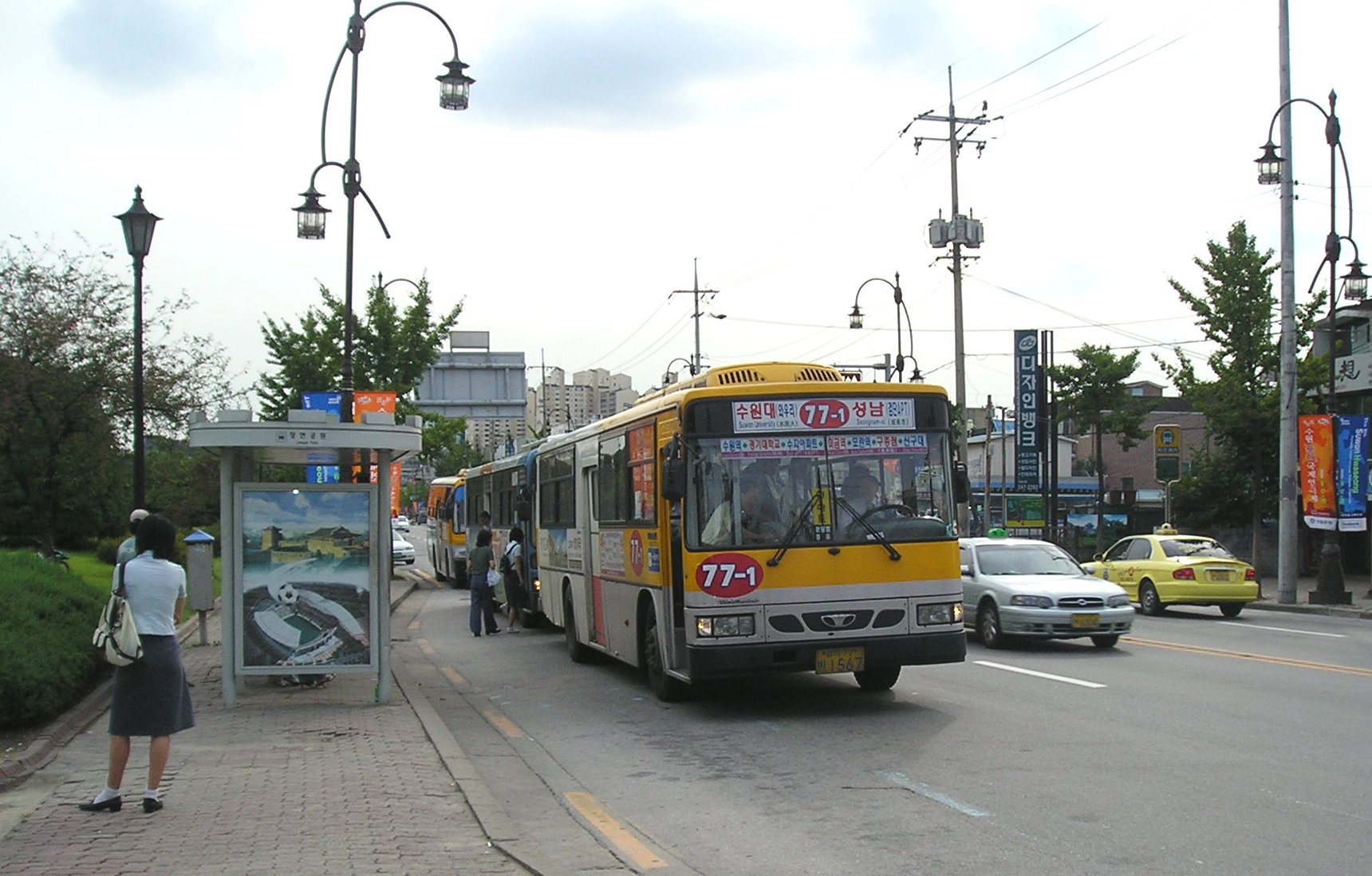
광주시내버스 77-1번
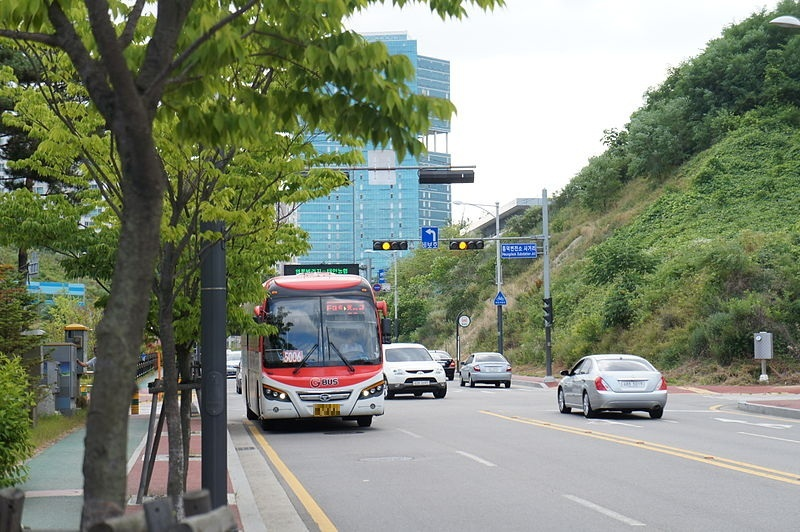
광주시내버스 5006번
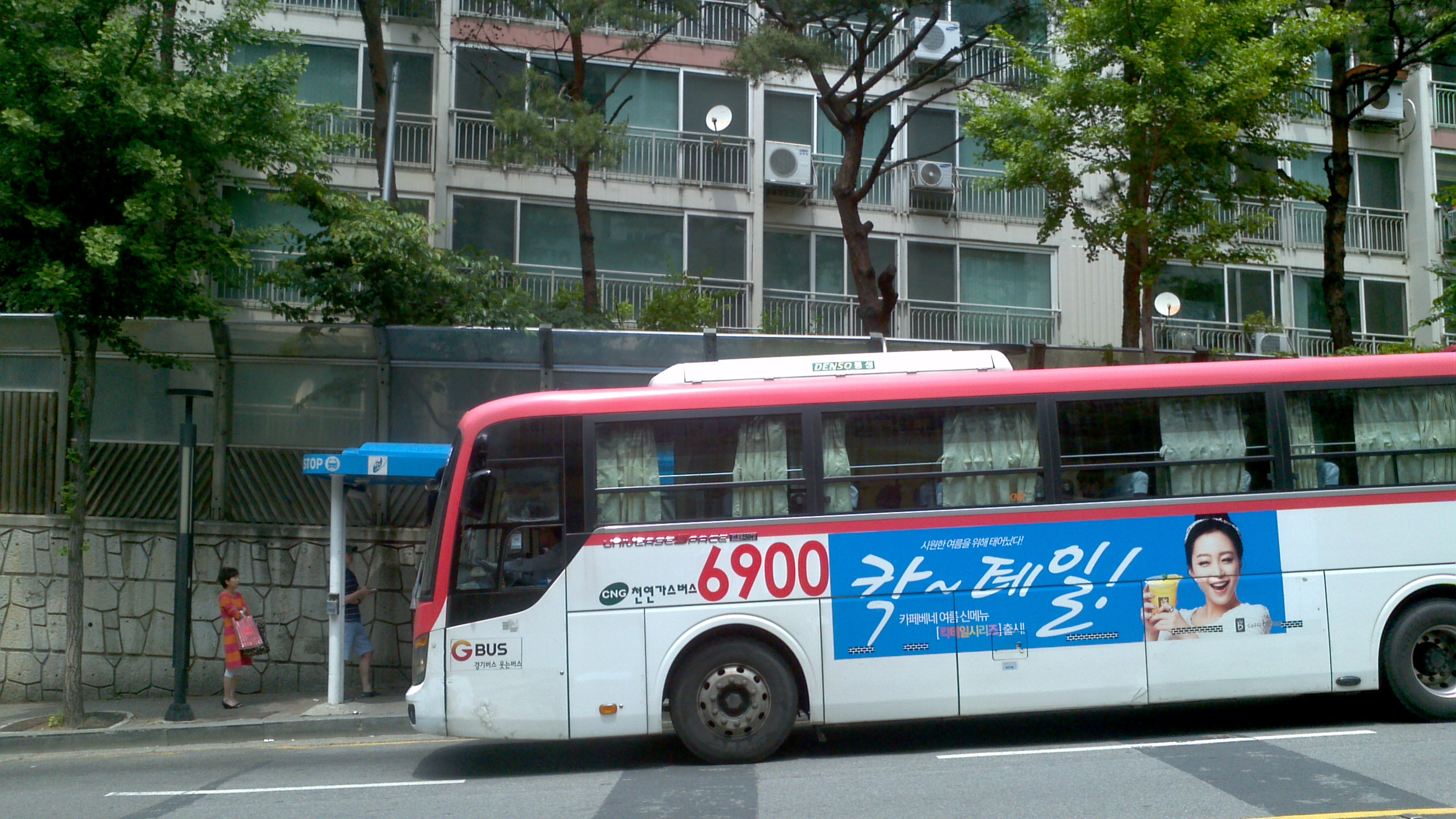
광주시내버스 6900번
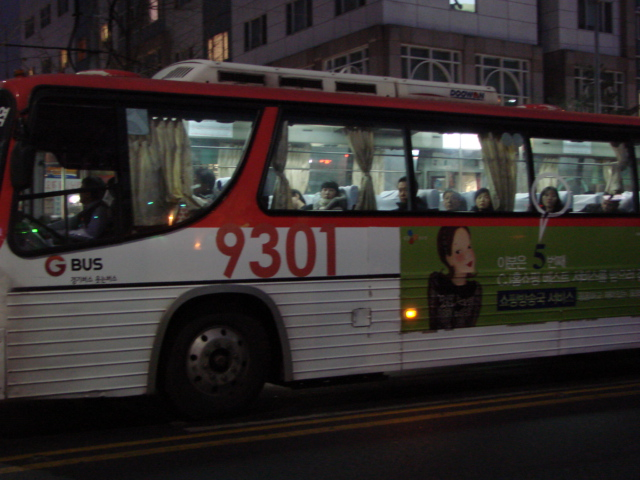
광주시내버스 9301번
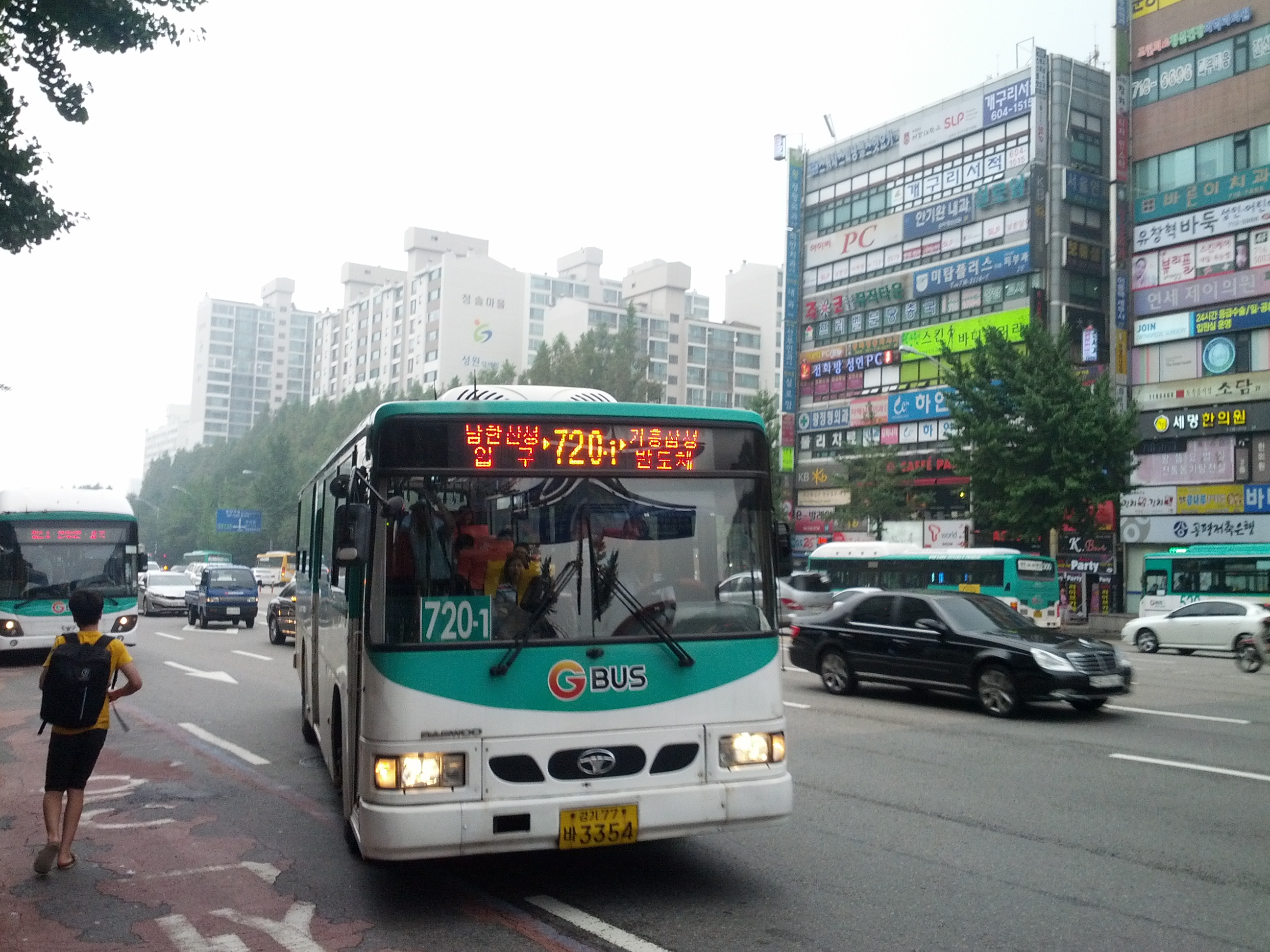
광주시내버스 720-1
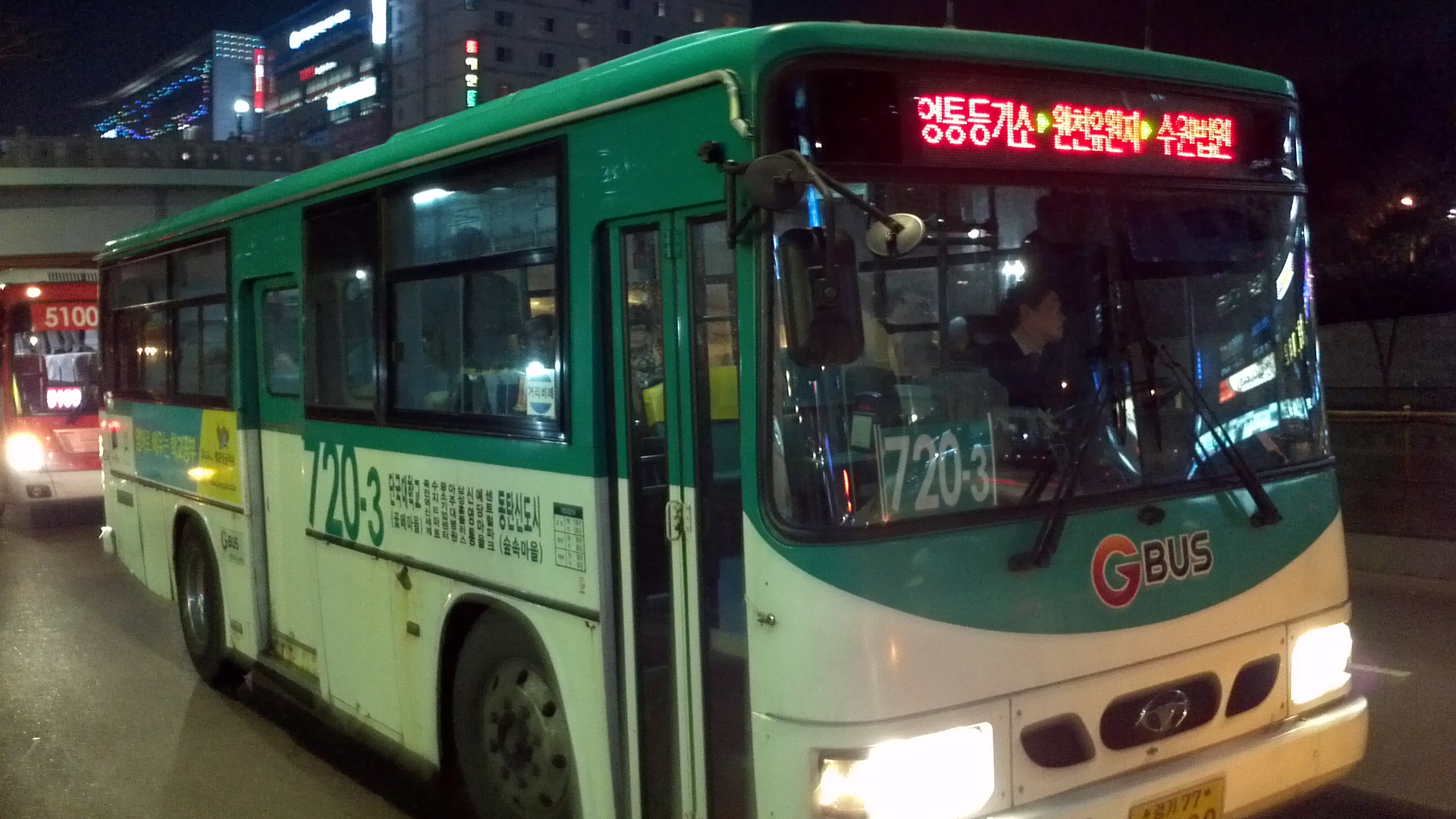
광주시내버스 720-3번
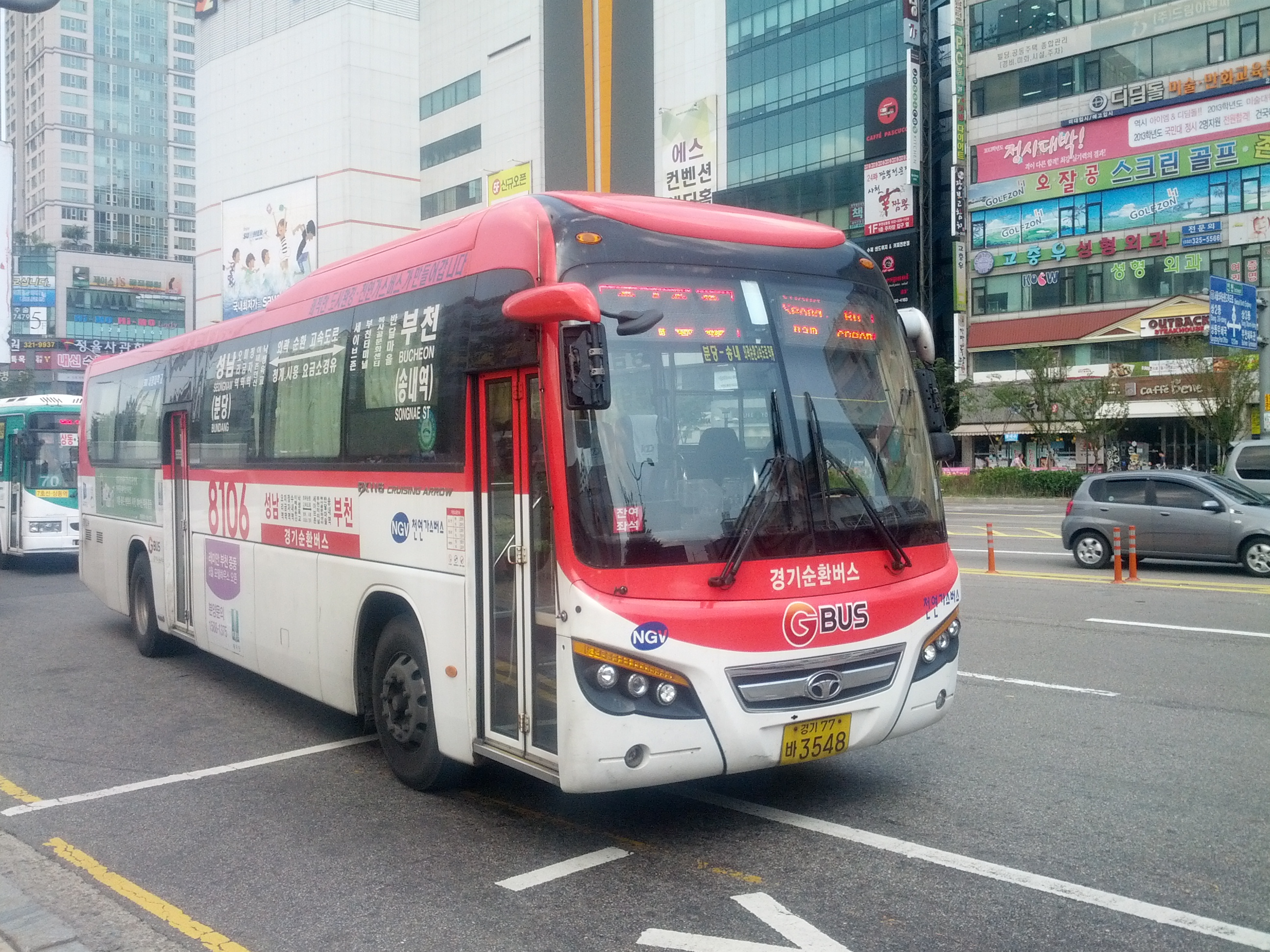
경기순환버스 8106번
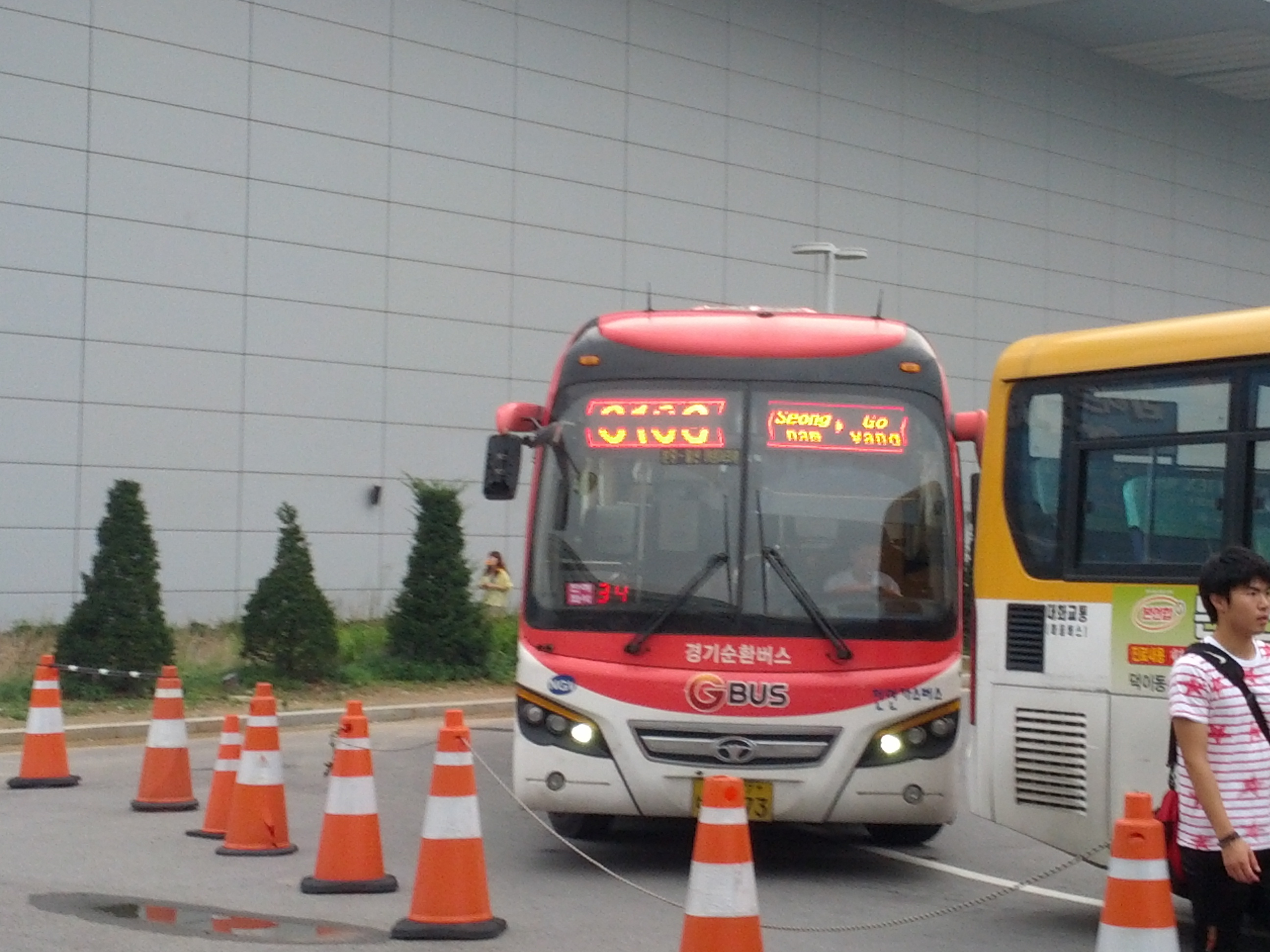
경기순환버스 8109번
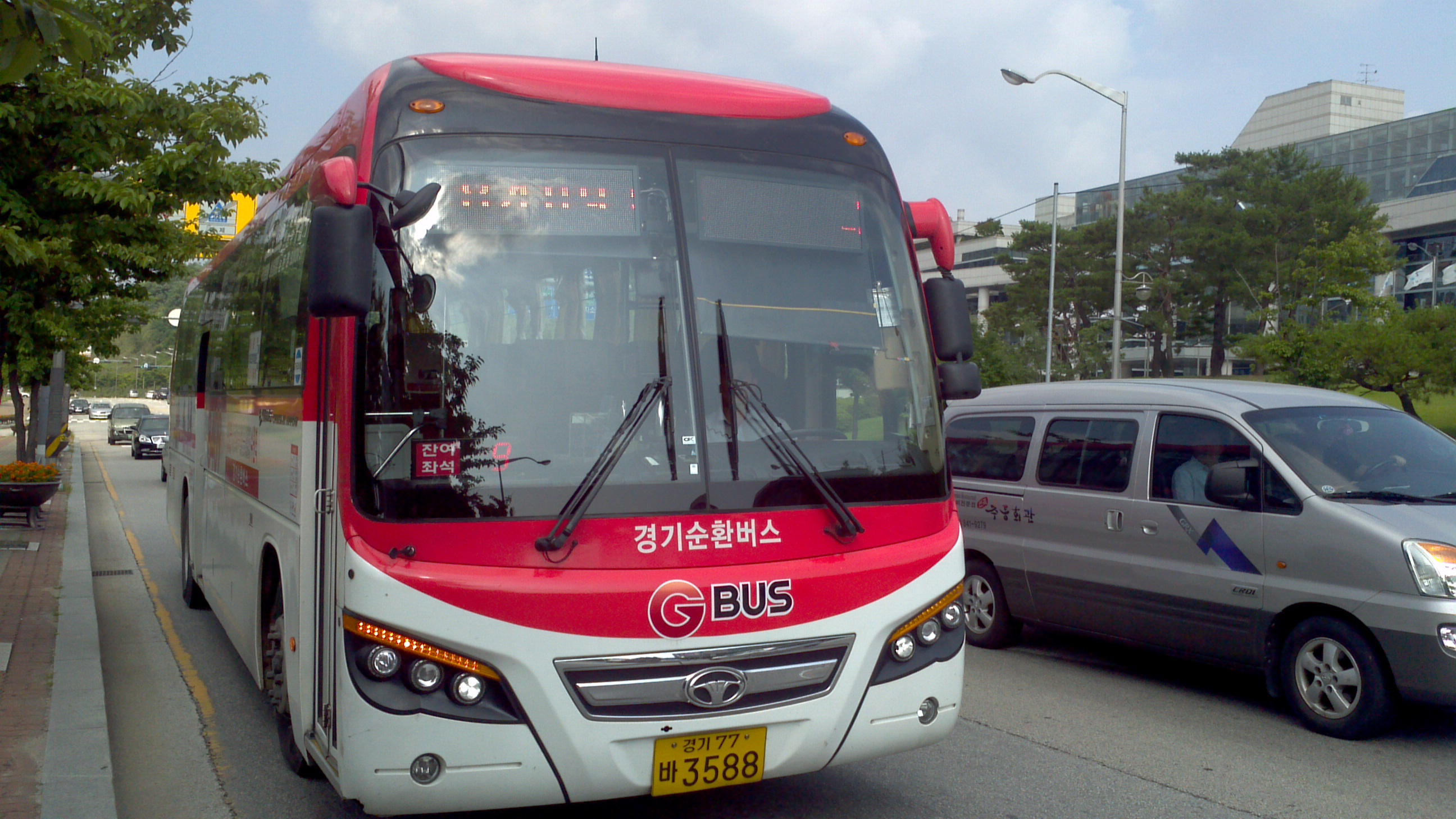
경기순환버스 8409번
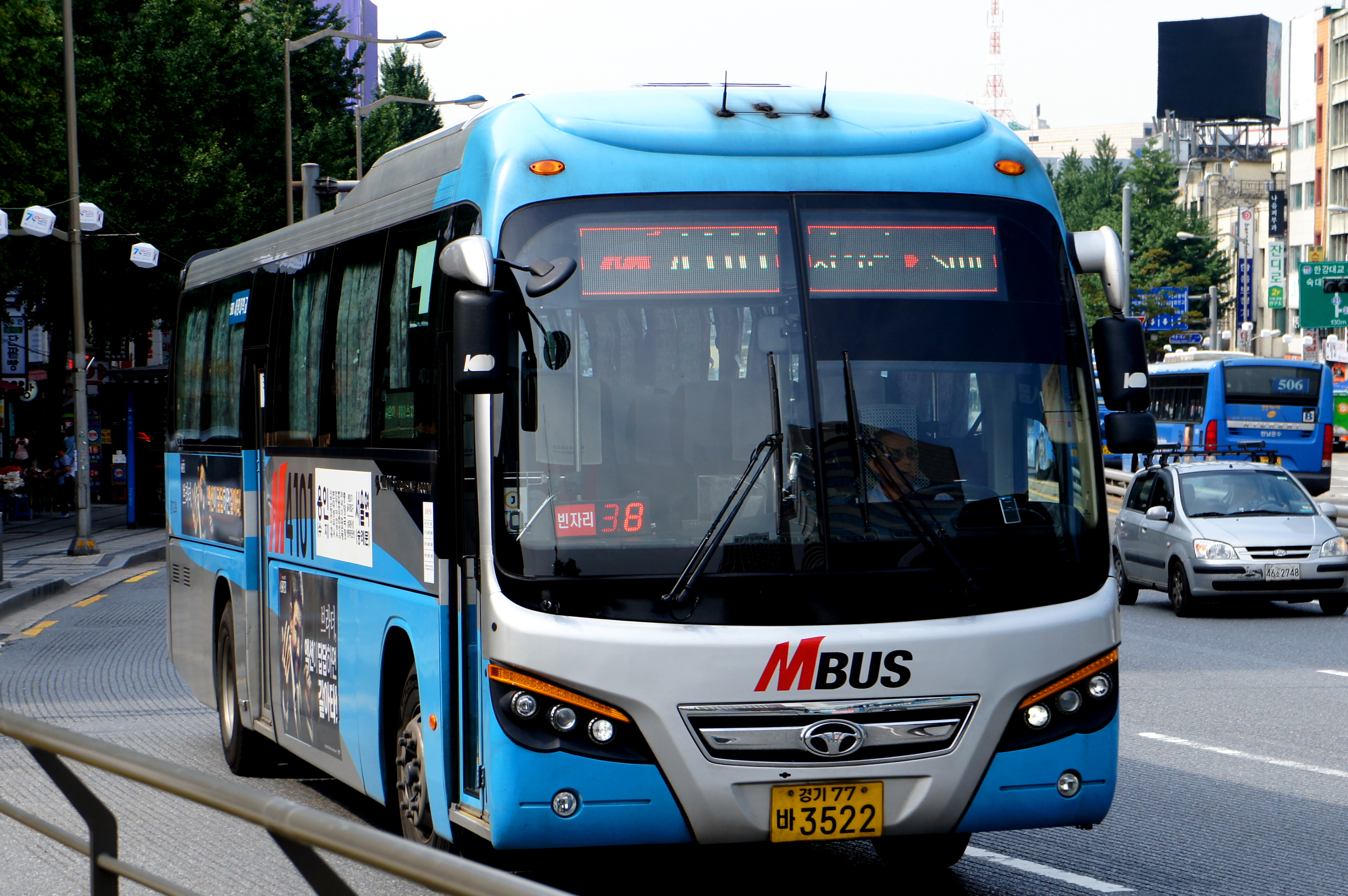
국토해양부의 광역급행버스 M4101번
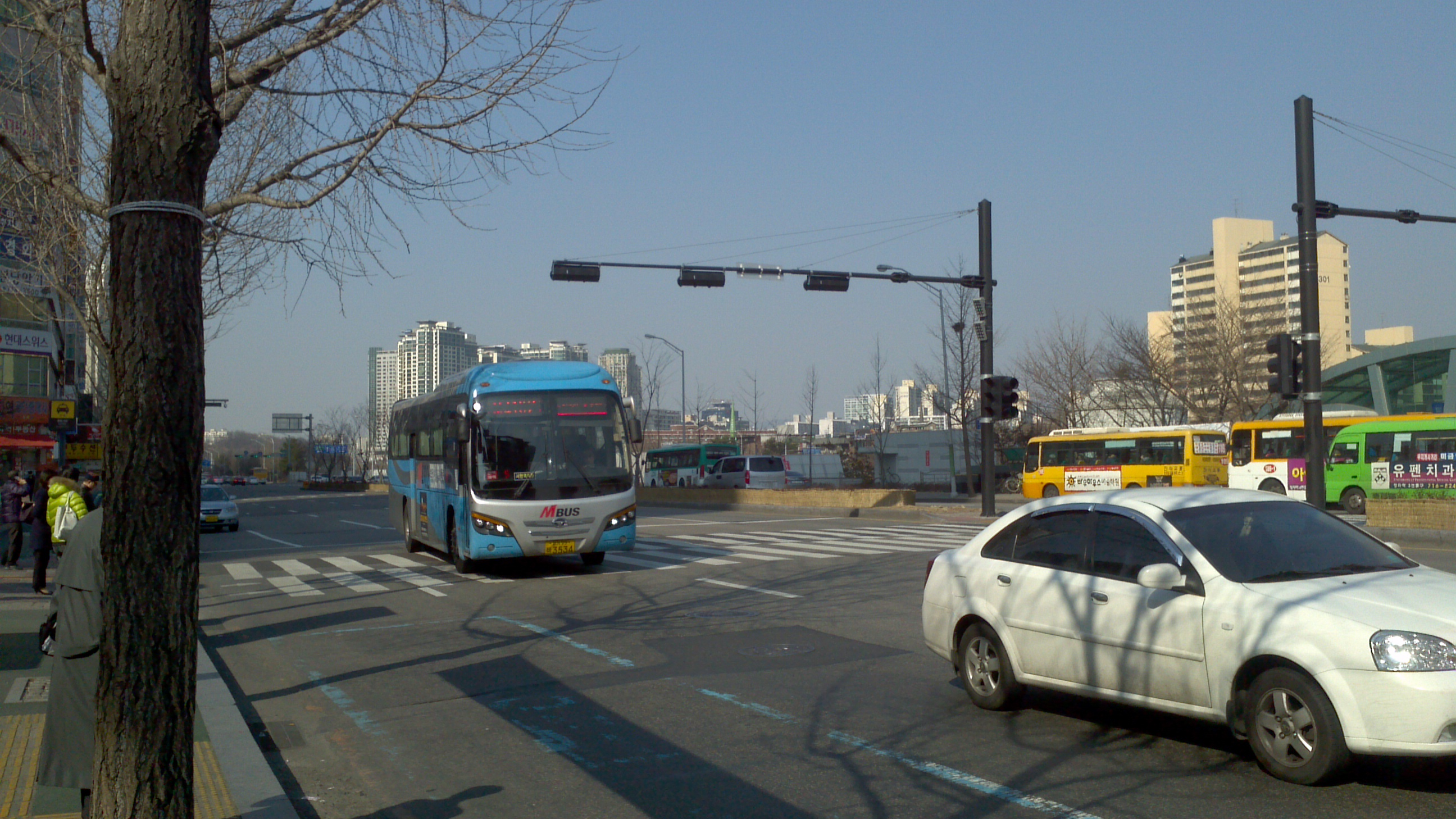
국토해양부의 광역급행버스 M4102번
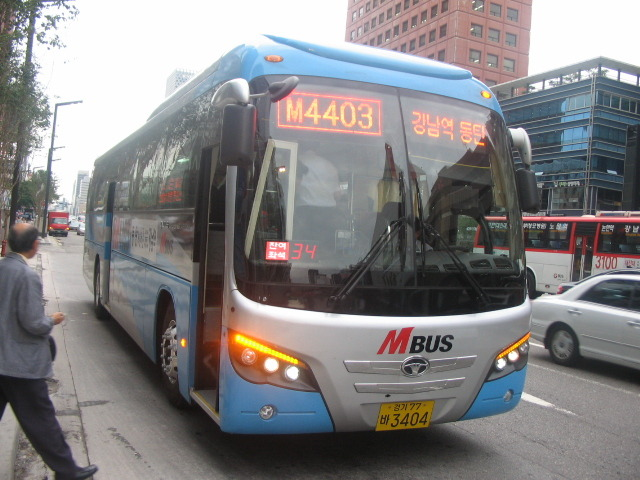
국토해양부의 광역급행버스 M4403번
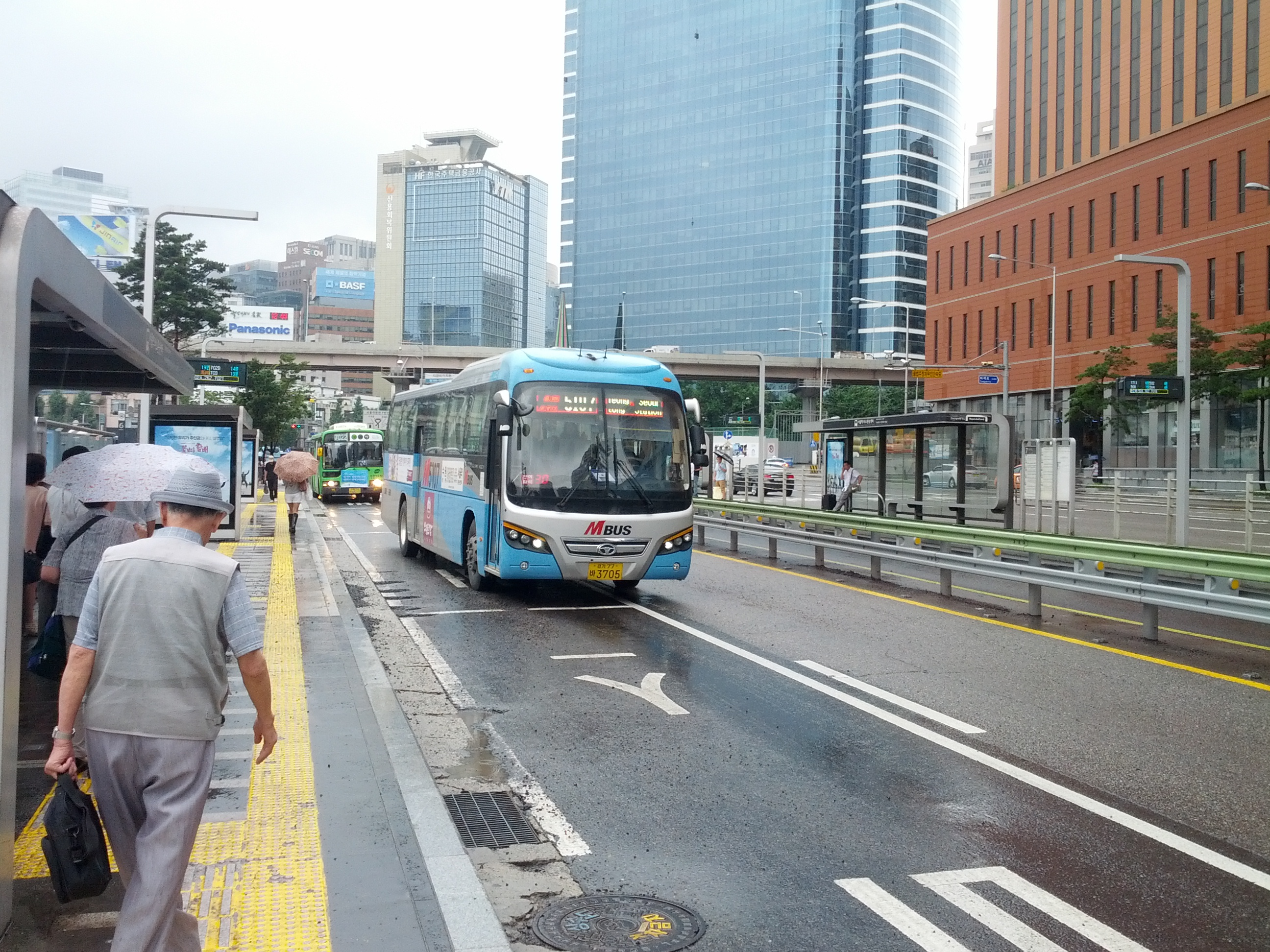
국토해양부의 광역급행버스 M5107번
국토해양부의 광역급행버스 M5414번